# San Diego Wildcards

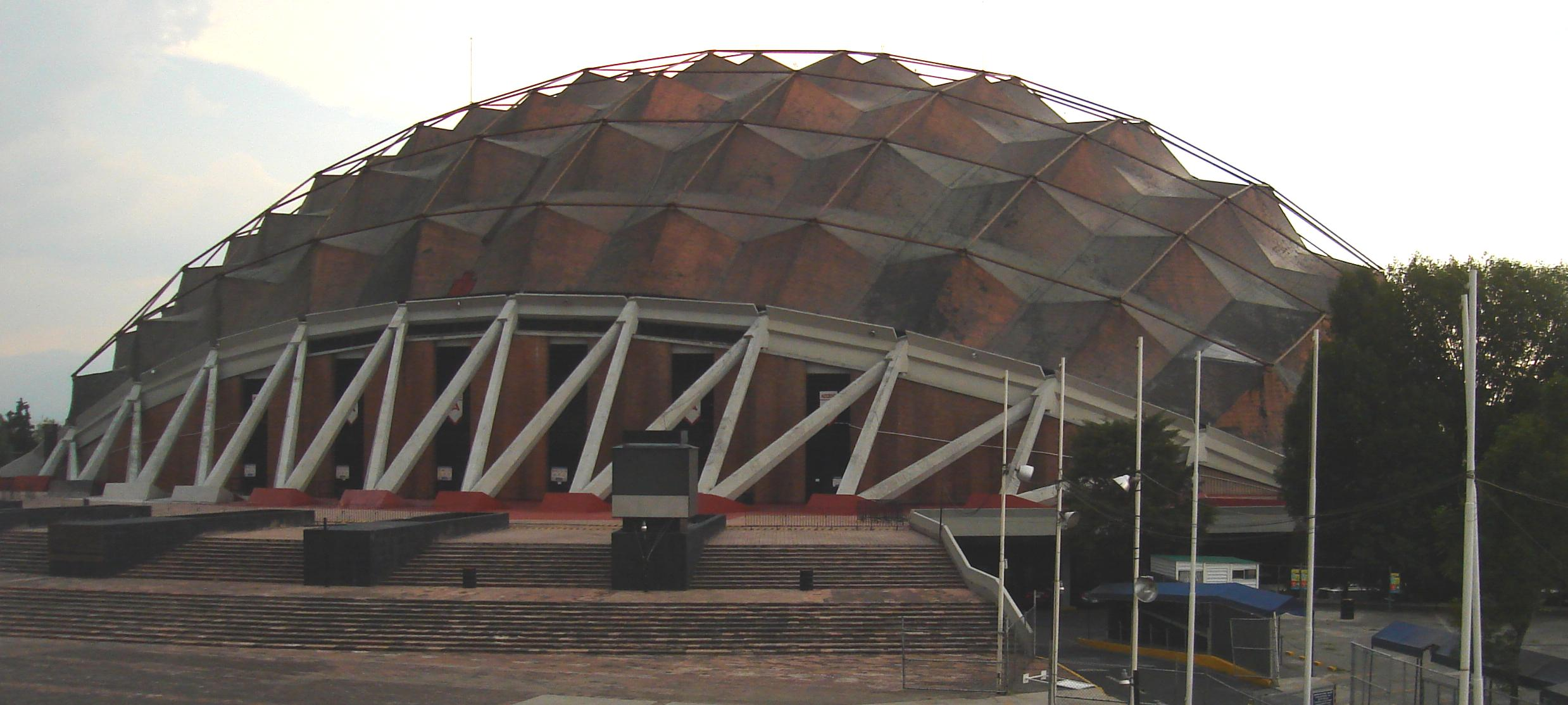
Il Palacio de los Deportes di Città del Messico

I San Diego Wildcards sono stati una squadra di pallacanestro attiva nella Continental Basketball Association.
Fondati nel 1982 a Detroit, nella loro storia hanno anche giocato a Savannah, Tulsa, Fargo e Città del Messico.
Proprio a causa del trasferimento in Messico, rappresentarono un coraggioso esperimento della Continental Basketball Association, che nel 1994 tentò di stabilire una franchigia professionistica al di fuori degli Stati Uniti o del Canada.

## Storia
La franchigia venne fondata nel 1982 a Detroit, nel Michigan, con il nome di Detroit Spirits, e al suo debutto nella CBA vinse subito il titolo. Dopo 4 stagioni, e una serie finale persa nel 1986 contro i Tampa Bay Thrillers, la squadra si trasferì a Savannah, Georgia, assumendo il nome di Savannah Spirits. Dopo due sole stagioni si trasferì nuovamente, questa volta a Tulsa, Oklahoma, con la denominazione di Tulsa Fastbreakers. Il nuovo debutto fu ancora vincente e portò alla franchigia il secondo titolo nel 1989. La squadra rimase ancora tre anni a Tulsa, l'ultimo dei quali con il nome di Tulsa Zone, quindi nel 1992 si spostò a Fargo, cittadina del Dakota Settentrionale al confine con il Minnesota. Disputò qui due stagioni come Fargo-Moorhead Fever, prima del trasferimento in Messico.

### I Mexico Aztecas
Nel 1994 il proprietario dei Fargo-Moorhead Fever, Doug Logan, decise di trasferire la propria squadra in quella che è una delle aree metropolitane più popolose al mondo e che aveva, nel 1990, una popolazione 95 volte maggiore della città appena lasciata, e potenzialmente un vastissimo bacino di utenza per la pallacanestro.
Gli Aztecas giocarono le partite casalinghe al Palacio de los Deportes, capace di 20.000 spettatori. L'affluenza per la partita inaugurale, vinta per 90-88 contro i Chicago Rockers, fu di 8.295 persone, e durante la stagione le medie furono sempre ben al di sopra degli standard della CBA. Nell'ultima partita del campionato gli spettatori furono 12.587, record di tutti i tempi per l'antica Lega nordamericana. La stagione si chiuse con un bilancio di 19-37, e gli Aztecas rimasero fuori dai play-off.
Nonostante gli ottimi riscontri di pubblico, la squadra ebbe un colpo letale a causa del crollo del Peso messicano nel dicembre 1994: il Peso perse metà del proprio valore rispetto al Dollaro, e mentre la maggior parte delle spese della franchigia, compresi gli stipendi dei giocatori erano in dollari, quasi tutte le entrate, come ad esempio i biglietti per le partite, erano in Pesos. La proprietà capì che non avrebbe potuto reggere per un'altra stagione in Messico, e nel 1995 trasferì la squadra a San Diego, in California. Qui disputò un campionato come San Diego Wildcards prima di dichiarare fallimento nel 1996.

## Stagioni
| Stagione | Lega | Denominazione        | V  | P  | %    | Piazz. | Play-off                 |
| -------- | ---- | -------------------- | -- | -- | ---- | ------ | ------------------------ |
| 1982-83  | CBA  | Detroit Spirits      | 26 | 18 | 59,1 | 1º     | Campioni                 |
| 1983-84  | CBA  | Detroit Spirits      | 26 | 18 | 59,1 | 2º     | Semifinale di division   |
| 1984-85  | CBA  | Detroit Spirits      | 23 | 25 | 47,9 | 3º     | Finale CBA               |
| 1985-86  | CBA  | Detroit Spirits      | 24 | 24 | 50,0 | 3º     | Semifinale di division   |
| 1986-87  | CBA  | Savannah Spirits     | 20 | 28 | 41,7 | 6º     | -                        |
| 1987-88  | CBA  | Savannah Spirits     | 22 | 32 | 40,7 | 4º     | Semifinale di division   |
| 1988-89  | CBA  | Tulsa Fast Breakers  | 28 | 26 | 59,7 | 2º     | Campioni                 |
| 1989-90  | CBA  | Tulsa Fast Breakers  | 31 | 25 | 55,4 | 2º     | Semifinale di conference |
| 1990-91  | CBA  | Tulsa Fast Breakers  | 34 | 22 | 60,7 | 1º     | Primo turno              |
| 1991-92  | CBA  | Tulsa Zone           | 24 | 32 | 42,9 | 3º     | -                        |
| 1992-93  | CBA  | Fargo-Moorhead Fever | 18 | 38 | 32,1 | 4º     | -                        |
| 1993-94  | CBA  | Fargo-Moorhead Fever | 25 | 31 | 44,6 | 4º     | -                        |
| 1994-95  | CBA  | Mexico City Aztecas  | 19 | 37 | 33,9 | 3º     | Lost tie-breaker game    |
| 1995-96  | CBA  | San Diego Wildcards  | 4  | 17 | 19,0 | 4º     | -                        |